# Collage (Ratt)
| Recensione | Giudizio |
| ---------- | -------- |
| AllMusic   |          |

Collage è una raccolta del gruppo musicale statunitense Ratt, pubblicata il 22 luglio 1997. L'album contiene b-side, versioni alternative e altre rarità, alcune anche dei tardi anni settanta, quando ancora la band si chiamava Mickey Ratt. Il brano Mother Blues è apparso per la prima volta nell'omonimo album di debutto del 1993 degli Arcade, ma era originariamente una demo dei Ratt.

## Tracce
1. Steel River – 4:19
2. Dr. Rock – 3:51
3. Diamond Time Again – 3:39
4. Ratt Madness – 2:31
5. Hold Tight – 4:21
6. I Want It All – 3:52
7. Mother Blues – 3:01
8. Top Secret (Original Version) – 4:41
9. Take It Anyway – 2:33
10. Lovin' You's a Dirty Job (Fonic Mix LP Version) – 6:31

Traccia bonus nell'edizione giapponese
1. She's Got Everything – 4:00

## Formazione
Gruppo
- Stephen Pearcy – voce, chitarra
- Warren DeMartini – chitarra
- Robbie Crane – basso
- Bobby Blotzer – batteria

Altri musicisti
- Robbin Crosby – chitarra (tracce 6, 8, 10)
- Juan Croucier – basso (tracce 3, 5, 8, 10)
- Billy Sherwood – basso (traccia 6)